# غاسبار كاستيلانو
غاسبار كاستيلانو هو محامي وسياسي إسباني، ولد في 18 مايو 1928 في إيخيا دي لوس كاباييروس في إسبانيا، وتوفي في 21 أبريل 2019. نشط حزبياً في اتحاد الوسط الديمقراطي. وقد انتخب President of the Government of Aragon ‏.